# Immer wieder Sonntag
Immer wieder Sonntag è una serie televisiva tedesca ideata da Peter Abraham e prodotta dal 1993 al 1996 da Novafilm per ZDF.. Interpreti principali sono Gerhard Olschewski, Grit Boettcher, Susanna Wellenbrink, Mark Bellinghaus ed Eva Maria Bauer.
La serie, trasmessa da ZDF, si compone 2 stagioni per un totale di 31 episodi (20 per la prima stagione e 11 per la seconda), della durata di 50 minuti ciascuno. Il primo episodio, intitolato Das liebe Geld, fu trasmesso in prima visione il 13 dicembre 1995; l'ultimo, intitolato Jedem seine Chance, fu trasmesso in prima visione il 25 luglio 1996.

## Trama
Protagonista delle vicende è una famiglia di Berlino, i Sonntag, a capo della quale c'è Franz Sonntag: Franz, di professione autista di autobus, è sposato con Hilde, e, oltre che con lei, vive con due figli adulti, Karin e Knut, e alla suocera Mathilde.

## Episodi
| Stagione         | Puntate | Prima TV Germania | Prima TV Italia |
| ---------------- | ------- | ----------------- | --------------- |
| Prima stagione   | 20      | 1993              | inedita         |
| Seconda stagione | 11      | 1996              | inedita         |